# Riserva mentale
La riserva mentale è un caso di divergenza tra volontà e dichiarazione nell'ambito del negozio giuridico. Si ha riserva mentale quando un soggetto dichiara intenzionalmente una cosa diversa da quella che in realtà vuole, senza alcuna intesa col destinatario della dichiarazione stessa e senza che quest'ultimo sia in grado di accorgersi della divergenza. La riserva mentale non ha alcuna conseguenza: il negozio rimane valido ed efficace.